# 尘世虚荣与神圣救赎 (梅姆林)

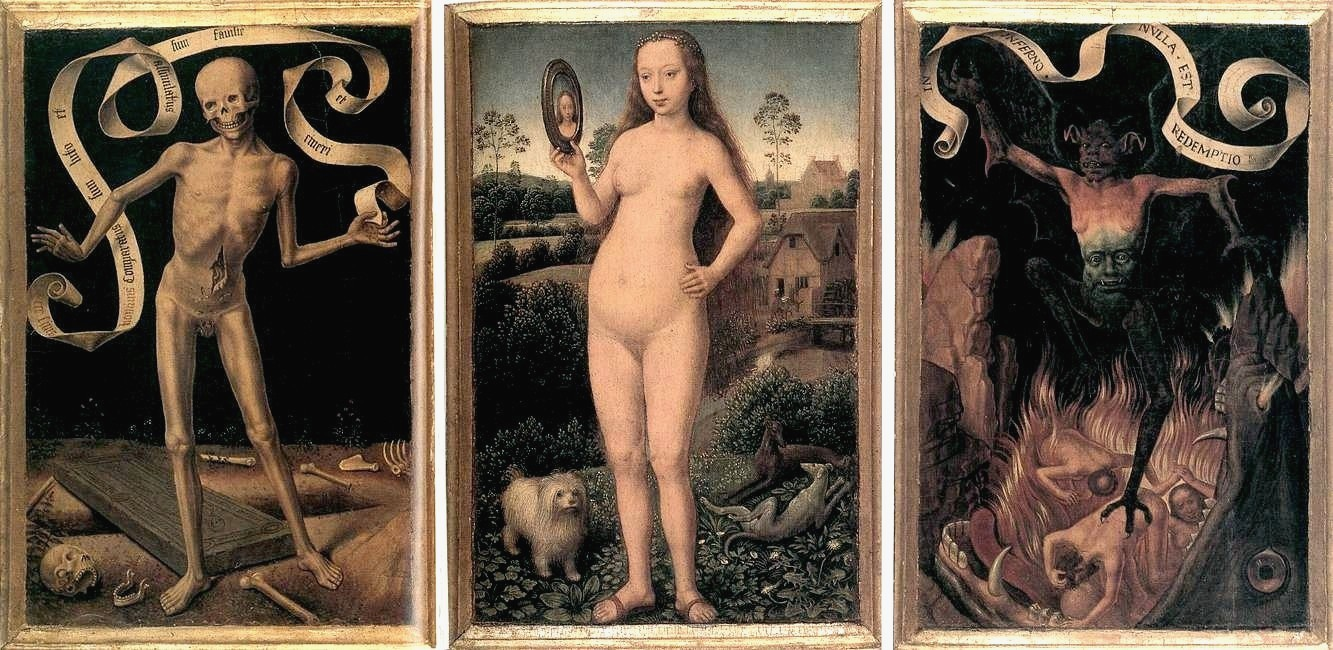
Front side (contemporary presentation)
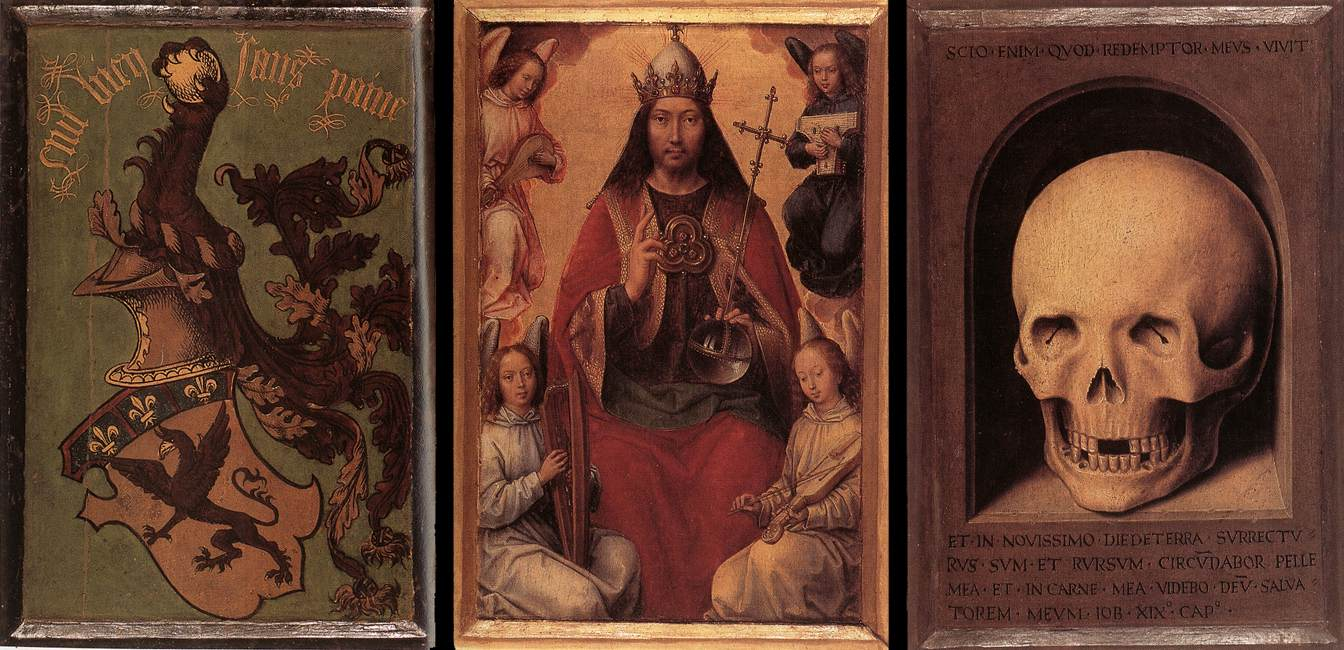
Rear side (contemporary presentation)

《尘世虚荣与神圣救赎》是 德裔 布鲁日市民汉斯梅姆林的画作，绘制于1480 年代，现藏于法国斯特拉斯堡美术博物馆。编号是185。 
这件作品包括六个独立的画面，在 1890 年之前的某个时候被锯开。这是一个叙事序列：虚荣之后是死亡，然后是地狱或通过耶稣的救赎 。虚荣和死亡有相似之处，尤其是在非常突出的生殖器区域。
该作品的作者一直存在争议。1994 年，这个问题得到了解决，经过彻底的检查，确定这幅画确实是汉斯·梅姆林本人的真迹。 